# Kotanarx
Kotanarx är en ort i Azerbajdzjan.   Den ligger i distriktet Ağdaş Rayonu, i den centrala delen av landet, 200 km väster om huvudstaden Baku. Kotanarx ligger 29 meter över havet och antalet invånare är 1 050.
Terrängen runt Kotanarx är platt. Närmaste större samhälle är Ağdaş, 6,3 km norr om Kotanarx.
Trakten runt Kotanarx består till största delen av jordbruksmark. Runt Kotanarx är det ganska tätbefolkat, med 90 invånare per kvadratkilometer.